# هيروشيغه
أندو هيروشيغه (باليابانية: 安藤 広重) عاش (1797-1858 م) هو رسام ورشام ياباني، عاصر في حياته «هوكوسائي» والذي كان آخر أستاذ في مدرسة الرشم الخشبي الياباني المعروفة باسم «أوكييو-إه».

## حياته
ولد «هيروشيغه» والذي يعرف باسمه الأصلي «أندو هيروشيغه» في إيدو (طوكيو)، وكان على غرار والده من رجال الساموراي، عملت أسرته في خدمة أسرة الـ«توكوغاوا»، شوغونات اليابان. كانت لأعمال «هوكوسائي» الأثر الكبير على ميوله الفنية. بدأ منذ عام 1811 م، يتدرب في ورشة الرسام الكبير «أوتاغاوا تويوهيرو». منذ سنة 1812 م، اتخذ لنفسه اسما جديدا «أوتاغاوا هيروشيغه» وبه أخذ يوقع أعماله. عرفت مسرته الفنية ثلاثة مراحل.

### الفترة الأولى
من سنة 1811 م وحتى 1830 م، قام «هيروشيغه» بعمل رواشم تمثل مواضيع تقليدية، تصور حياة الشباب وأهل الفن، بالإضافة إلى بعض الأعمال لمشاهد الزهور أو العصافير.

### الفترة الثانية
في حدود 1830 م، قام بنشر مجموعة من الرواشم عن المشاهد المشهورة في «إيدو»، لاقت هذه الأخير نجاحا كبيرا، قام بعدها بإنجاز رواشم جديدة عن المشاهد المشهورة في اليابان. على مدى الـ15 سنة القادمة تزايدت شهرته وأصبح معروفا برسومات المناظر الطبيعية. بلغ «هيروشيغه» قمة مجده وعطائه سنة 1833 م عندما قام بإنجاز أهم أعماله على الإطلاق: «محطات طريق توكائيدو الثلاثة والخمسين» (Tokaido gojusan-tsugi)، وهي مجموعة من المشاهد التي التقطها عبر تجواله في الطريق التي تربط «إيدو» بـ«كيوتو».
عرفت مجموعة الرواشم السابقة شعبية كبيرة إلى درجة أن «هيروشيغه» قرر أن يعيد إنجاز عشرين (20) مجموعة أخرى عن مشاهد مختلفة لنفس الطريق (توكائيدو)، بالإضافة إلى إنجازه العديد من الأعمال حول موضوع «المعالم المشهورة» في اليابان، على غرار «مشاهدات معالم إيدو المائة»، ومن أشهر رسومات هذه المجموعة «الوبل الفجائي فوق جسر أتاكي»(1857).

### الفترة الثالثة
عرفت المرحلة الأخيرة من مسيرته الفنية، تدنيا في جودة أعماله، نظرا لانشغال الفنان بتلبية الطلبات الكثيرة التي كان يتلقاها. قام العديد من تلاميذه بإنجاز الأعمال المنسوبة إليها في سنوات 1840 م.

## أسلوبه
على غرار «هوكوسائي» هيمنت أعمال «هيروشيغه»، على الفن الياباني للفترة الممتدة أثناء النصف الأول من القرن التاسع عشر (الـ19 م)، استطاع الأخير أن يعيد تركيب التنوع الذي يميز مظاهر الطبيعة في اليابان بطريقة بسيطة ولا تخلوا من الشاعرية. كانت له موهبة كبيرة في استغلال الألوان المختلفة، كان أحسن من يعرف كيف يصف فصول السنة المختلفة، العوامل الجوية (مطر، الثلج، الضباب)، والمناظر الطبيعية في ضوء القمر.

## معرض صور

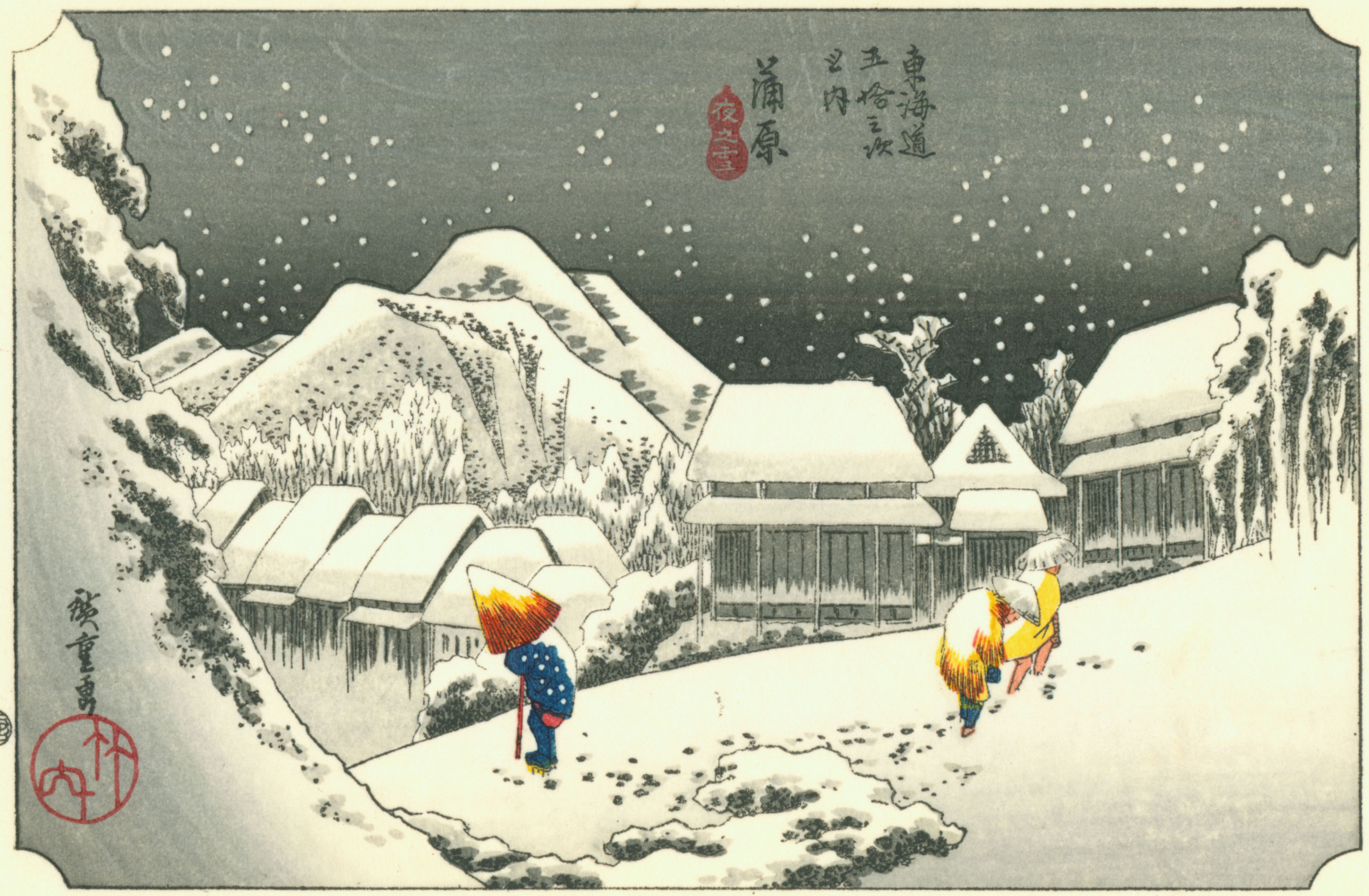
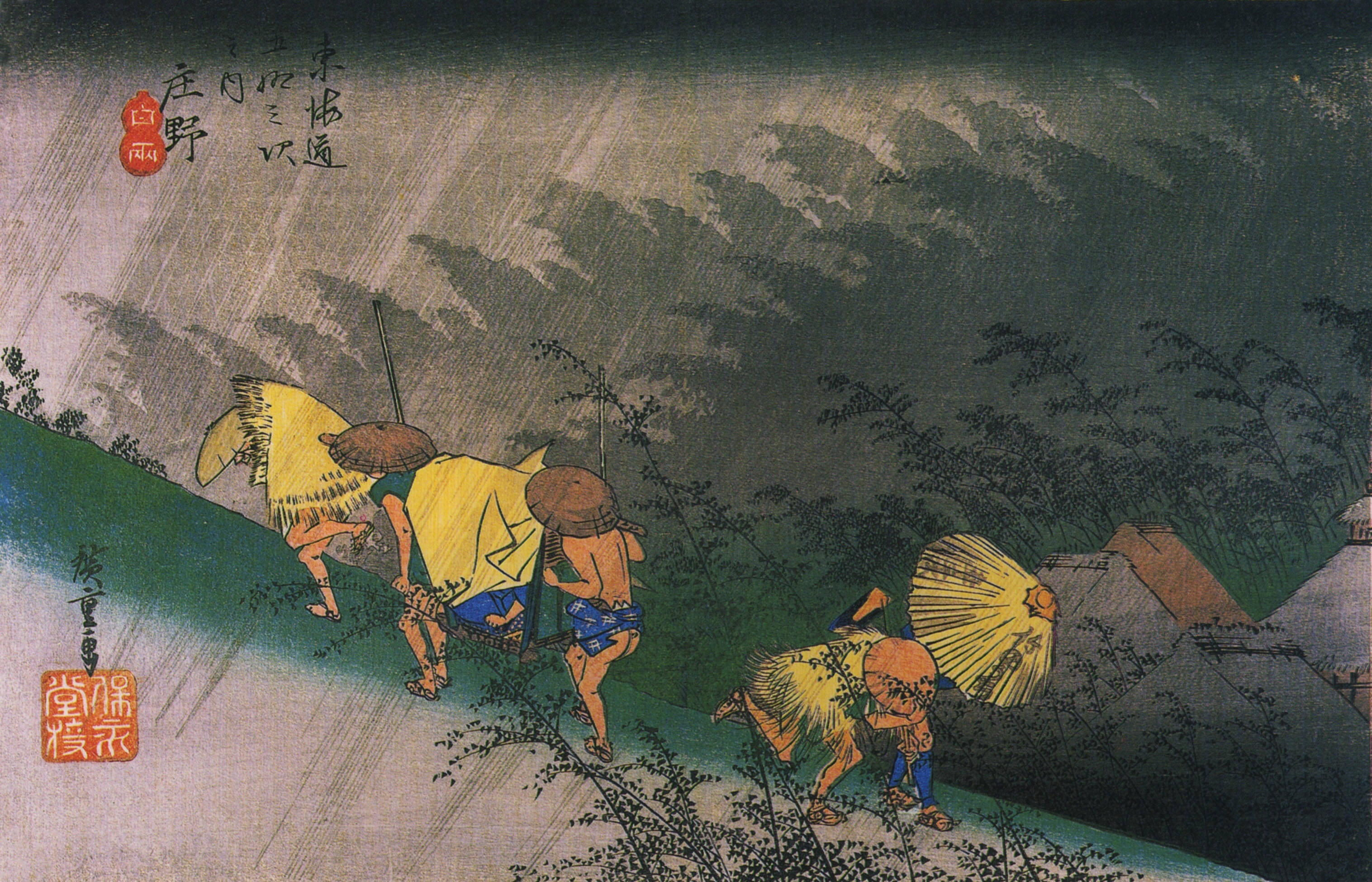
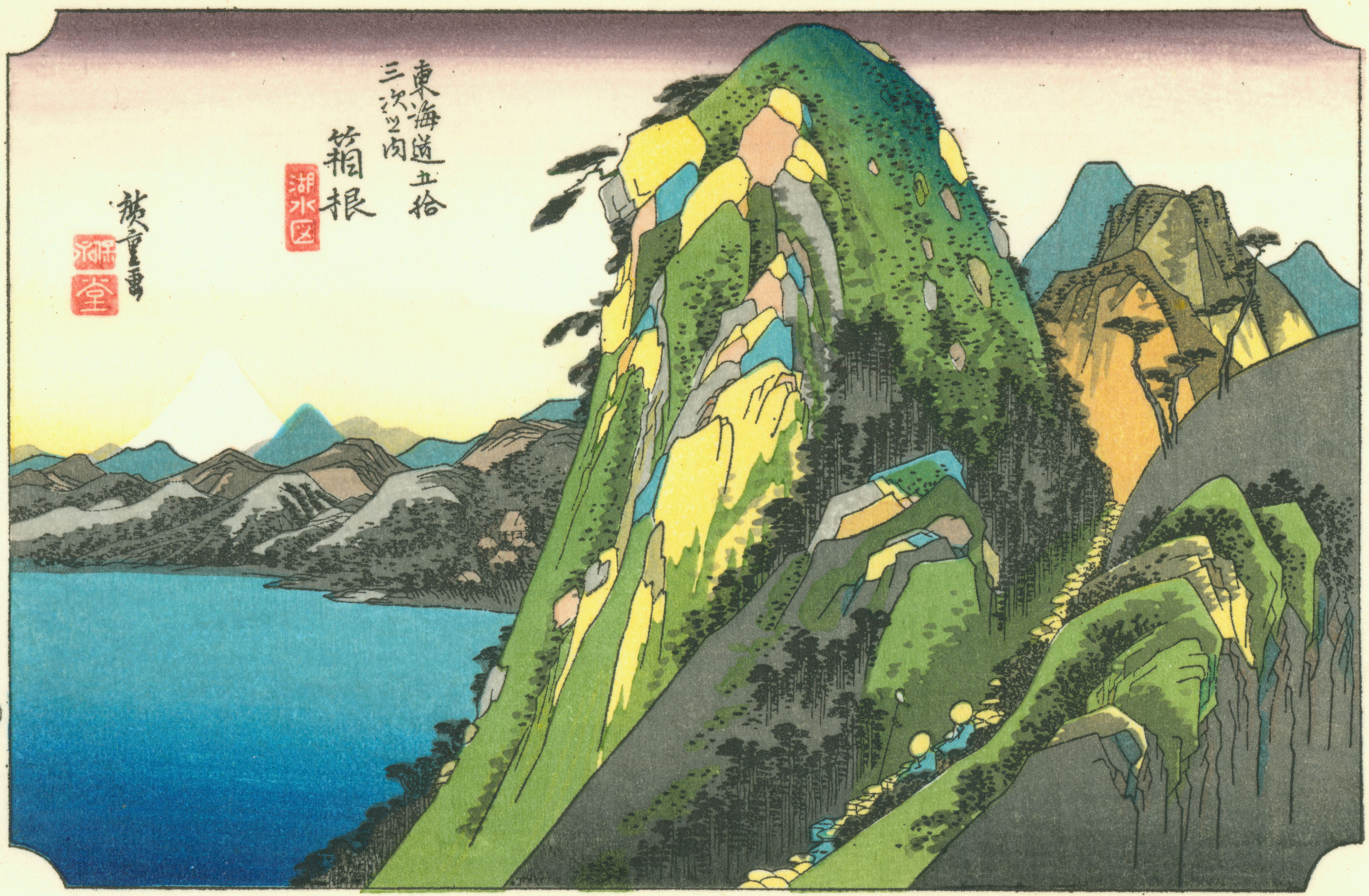

## روابط خارجية
- هيروشيغه على موقع الموسوعة البريطانية (الإنجليزية)
- هيروشيغه على موقع ميوزك برينز (الإنجليزية)
- هيروشيغه على موقع إن إن دي بي (الإنجليزية)

## روابط
أندو هيروشيغه معلومات عن الفنان ومعرض لبعض اللوحات.